# Пипполовка
Пи́пполовка, Пи́ппиловка — река в России, протекает по Всеволожскому району Ленинградской области. Левый приток Охты, впадает в Охту в 49 км от устья последней. Длина реки составляет 25 км.

## Данные водного реестра
По данным государственного водного реестра России относится к Балтийскому бассейновому округу, водохозяйственный участок реки — Нева, речной подбассейн реки — Нева и реки бассейна Ладожского озера (без подбассейна Свирь и Волхов, российская часть бассейнов). Относится к речному бассейну реки Нева (включая бассейны рек Онежского и Ладожского озера).
Код объекта в государственном водном реестре — 01040300412102000009056.